# Arzt und Dämon
Arzt und Dämon ist ein US-amerikanischer Horrorfilm von Victor Fleming aus dem Jahr 1941. Es handelt sich um die zwölfte von mehr als 50 Adaptionen des Romans Der seltsame Fall des Dr. Jekyll und Mr. Hyde (1886) von Robert Louis Stevenson und zugleich um die Neuverfilmung von Rouben Mamoulians Version Dr. Jekyll und Mr. Hyde aus dem Jahr 1931. Die Weltpremiere fand am 12. August 1941 in New York City statt.

## Handlung
Dr. Jekyll glaubt, dass in jedem Menschen Gut und Böse wohnt. Seine Experimente, die diese Eigenschaften trennen sollen, rufen seine dunkle Seite namens Hyde hervor. Die Erfahrung lehrt ihn, wie böse Mr. Hyde sein kann: Er tötet Ivy Peterson, die Interesse an Dr. Jekyll gezeigt hat, und Sir Charles, den Vater seiner Verlobten, die er zuvor misshandelt. Am Ende erschießt Jekylls bester Freund Dr. Lanyon Mr. Hyde und veranlasst somit, dass Dr. Jekyll auch sterben muss, da Hyde ein Teil von ihm ist.

## Kritiken
„Eine interessante und filmtechnisch gut gelöste psychoanalytische Studie nach R. L. Stevensons Roman, die das Grauen jedoch übersteigert – in der Titelrolle hervorragend gespielt.“

„Zwar kommt Spencer Tracy – der die Rolle eigentlich nicht übernehmen wollte – nicht an Fredric Marchs Interpretation der Doppelrolle von Dr. Jekyll und Mr. Hyde heran, spielt aber immer noch sehr gut. An Tracys Seite sind die damaligen weiblichen Superstars Hollywoods, Ingrid Bergman und Lana Turner, zu sehen.“

„Ein psychologischer Kriminalreißer, der jedoch so ernsthaft gestaltet ist, daß er zum Nachdenken über das Gute und Böse im Menschen Anlaß gibt.“

## Auszeichnungen
Der Film war bei der Oscarverleihung 1942 für drei Academy Awards nominiert – Beste Kamera (Joseph Ruttenberg), Bester Schnitt (Harold F. Kress) und Beste Filmmusik (Franz Waxman) –, ging jedoch leer aus.

## Deutsche Fassung
Die Synchronisation entstand 1949 durch die Motion Picture Export Organisation. Das Dialogbuch stammt von Kurt Hinz, Dialogregie führte Alfred Vohrer.
| Rolle                       | Darsteller     | Synchronsprecher |
| --------------------------- | -------------- | ---------------- |
| Dr. Henry Jekyll / Mr. Hyde | Spencer Tracy  | René Deltgen     |
| Ivy Peterson                | Ingrid Bergman | Eva Vaitl        |
| Beatrix Emery               | Lana Turner    | Marianne Stanior |
| Sir Charles Emery           | Donald Crisp   | Walter Holten    |
| Mrs. Higgins                | Sara Allgood   | Gertrud Spalke   |

Die deutsche Erstaufführung war am 13. Mai 1949, die österreichische folgte kurz darauf am 24. Mai 1949.